# Małżeństwo osób tej samej płci w Wielkiej Brytanii

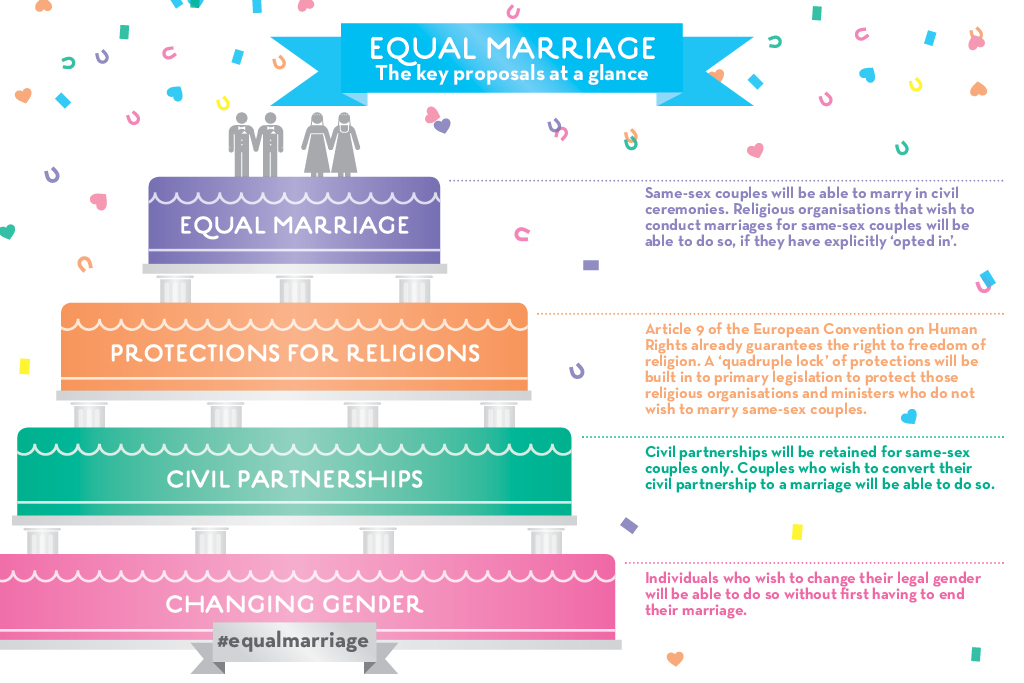
Zasady zawierania małżeństw między osobami tej samej płci w Anglii i Walii, 2013

17 lipca 2013 projekt ustawy Marriage (Same Sex Couples) Act 2013 otrzymał zgodę królewską (tzw. Royal Assent) i stanowi obowiązujące prawo w Anglii i Walii, a małżeństwa jednopłciowe można zawierać od 29 marca 2014. Rząd Szkocji zalegalizował podobne prawo 4 lutego 2014, a od 13 stycznia 2020 małżeństwa jednopłciowe dostępne są również w Irlandii Północnej. Od 2005 pary homoseksualne we wszystkich krajach Zjednoczonego Królestwa mogą zawierać związki partnerskie, posiadające część praw przysługujących małżeństwom.

## Małżeństwo osób tej samej płci w Anglii i Walii
P.Pracy/Lib Dem/Zieloni/Respect/PC/SDLP/Koalicja głosy za: 270
     Konserwatyści – głosy za: 127
     Konserwatyści – głosy oba: 5
     Konserwatyści/DPU/1 polityk Unionistów – głosy przeciw: 146
     Labour/Lib Dem – głosy przeciw: 26
     Wstrzymujących się: 74
     Miejsce nieobsadzone: 2

Mapa posłów według głosów podczas drugiego czytania propozycji ustawy, 5 lutego 2013
P.Pracy/Lib Dem/Zieloni/Respect/PC/SDLP/Koalicja głosy za: 270
Konserwatyści – głosy za: 127
Konserwatyści – głosy oba: 5
Konserwatyści/DPU/1 polityk Unionistów – głosy przeciw: 146
Labour/Lib Dem – głosy przeciw: 26
Wstrzymujących się: 74
Miejsce nieobsadzone: 2

17 września 2011, na konferencji partii Liberalnych Demokratów, Lynne Featherstone ogłosiła, że w marcu 2012 rząd przeprowadzi konsultacje na temat wprowadzenia równoprawnych małżeństw cywilnych dla par jednopłciowych, z zamiarem wprowadzenia zmian legislacyjnych do czasu następnych wyborów. Biuro premiera podaje, że David Cameron osobiście opowiedział się za legalizacją związków jednopłciowych, a 5 października 2011 Partia Konserwatywna poparła stanowisko Camerona wspierające małżeństwa homoseksualne w jego przemówieniu (Leader's Speech).
12 marca 2012 rozpoczęły się oficjalne konsultacje w kwestii równoprawnych małżeństw cywilnych w Anglii i Walii. Rząd proponował:
- umożliwienie parom jednopłciowym zawarcie cywilnego małżeństwa, tzn. tylko związki cywilne w urzędach lub miejscach mających pozwolenie na udzielanie małżeństw (np. w hotelu);
- brak zmian w małżeństwach religijnych. Te miały być możliwe nadal tylko między mężczyzną i kobietą;
- zachowanie związków partnerskich dla par jednopłciowych i umożliwienie parom, które już są w takich związkach, zmianę ich na małżeństwo;
- utrzymanie pozwolenia zawierania związków partnerskich w miejscach kultu religijnego, tak jak to jest obecnie, tzn. na zasadach dobrowolności dla grup religijnych i bez treści religijnych; oraz
- pozwolenie osobom pozostającym w małżeństwie na zmianę płci bez konieczności brania rozwodu.

### Poparcie
W 2010 Partia Zielonych Anglii i Walii, Liberalni Demokraci i Plaid Cymru opowiedziały się na konferencjach partyjnych za małżeństwami jednopłciowymi.
Następujące partie polityczne i media wyraziły poparcie dla legalizacji małżeństw jednopłciowych w Anglii i Walii:
- Partia Zielonych Anglii i Walii[6]
- Liberalni Demokraci[7]
- Partia Pracy[8]
- Plaid Cymru[9]
- The Times[10]
- The Guardian[11]
- The Independent, który zorganizował kampanię Equal Partners[12]

16 stycznia 2013 Coalition for Equal Marriage ogłosiła, że znalazła dowody na poparcie sprawy przez większość posłów w Izbie Gmin.

### Opozycja
Następujące partie i czasopisma wyraziły sprzeciw wobec legalizacji małżeństw jednopłciowych w Anglii i Walii:
- Partia Niepodległości Zjednoczonego Królestwa[14]
- Demokratyczna Partia Unionistyczna[15]
- The Daily Telegraph[16]
- Brytyjska Partia Narodowa, sprzeciwiająca się także związkom partnerskim[17]
- Daily Mail[18]
- The Sunday Times (w przeciwieństwie do swojego odpowiednika wydawanego w dni robocze, The Times)[19]

### Inne
Poniższe partie nie zajęły oficjalnego stanowiska lub pozostały neutralne tak w stosunku do tematu, jak i jego legalizacji na terenie Anglii i Walii:
- Partia Konserwatywna: starszyzna partii, m.in. David Cameron, William Hague, George Osborne i Theresa May poparli projekt ustawy[20][21] jednak partia była podzielona w tej sprawie. Nieco ponad połowa konserwatywnych posłów głosowała przeciwko w drugim czytaniu[22][23], choć sonda przeprowadzona przez ICM dla Guardiana wykazała, że większość konserwatywnych wyborców popiera projekt ustawy[24];
- Szkocka Partia Narodowa nie głosuje w sprawach dotyczących Anglii, toteż nie wzięła udziału w głosowaniu w trakcie drugiego czytania, chociaż kierowany przez SPN rząd szkocki wprowadzi projekt ustawy zezwalającej na małżeństwa jednopłciowe w Szkocji[23];
- Sinn Féin to abstencjoniści, w związku z czym członkowie tej partii nie biorą udziału w głosowaniach w Izbie Gmin. Propozycja ustawy o małżeństwach jednopłciowych zgłoszona do Zgromadzenia Irlandii Północnej przez Sinn Féin oraz Partię Zielonych Irlandii Północnej została odrzucona przez Demokratyczną Partię Unionistyczną oraz Ulsterską Partię Unionistyczną[15].

### Efekty
11 grudnia 2012 rząd opublikował wyniki konsultacji. Spośród 228 000 zebranych odpowiedzi, poprzez formularze online, e-mail i korespondencję listowną, 53% respondentów stwierdziło, że wszystkie pary, niezależnie od płci powinny mieć możliwość zawarcia cywilnego związku małżeńskiego, 46% było przeciw, zaś 1% nie miało zdania lub nie udzieliło odpowiedzi. Rząd potwierdził też, że niezależnie otrzymał 19 petycji od grup i organizacji religijnych, m.in. Coalition for Marriage, z ponad 500 000 podpisów osób przeciwnych małżeństwom osób tej samej płci.

### Legislacja
11 grudnia 2012 minister równouprawnienia Wielkiej Brytanii, sekretarz stanu Maria Miller ogłosiła, że rząd rozpocznie prace nad ustawodawstwem dotyczącym małżeństw jednopłciowych w Anglii i Walii na początku roku 2013. W odpowiedzi na wyniki konsultacji, propozycje zostały poszerzone o pozwolenie organizacjom religijnym na przeprowadzanie ceremonii zawarcia małżeństw jednopłciowych, jeśli sobie tego życzą oraz „czterokrotne zabezpieczenie” (quadruple-lock) dodatkowymi środkami w celu ochrony wolności religijnej „bez najmniejszych wątpliwości”. Są to:
- zapewnienie, że ustawa będzie wyraźnie stwierdzać, że żadna organizacja religijna ani jej duchowni nie mogą być zmuszeni do udzielania ślubów parom jednopłciowym ani udzielania pozwolenia na zawarcie takiego związku;
- udostępnienie systemu aktywnego wyrażenia zgody (opt-in) organizacjom religijnym, które życzą sobie przeprowadzać ceremonie zawarcia związku małżeńskiego dla par jednopłciowych z zastrzeżeniem, że indywidualni duchowni mogą nadal odmawiać przeprowadzania ceremonii zawierania małżeństw jednopłciowych nawet, jeśli ich organizacja religijna wyraża na nie zgodę;
- wprowadzenie poprawki do Ustawy o równouprawnieniu (Equality Act 2010), aby zawierała zapis, że nie można wnieść pozwu o dyskryminację przeciwko organizacji religijnej ani jej duchownym z powodu odmowy przeprowadzenia ceremonii zawarcia małżeństwa parze jednopłciowej, ani odmowy przeprowadzenia takiej ceremonii na terenie do nich należącym; oraz
- zapewnienie, że ustawodawstwo nie zmieni prawa kanonicznego Kościoła Anglii ani Kościoła Walii, tj. dopóki prawo kanoniczne i prawo dotyczące małżeństw jednopłciowych nie zostanie zmienione w przyszłości, oba kościoły będą prawnie wyłączone z przeprowadzania ceremonii zawarcia związku małżeńskiego dla osób tej samej płci[25].

Rząd brytyjski odniósł się także do odpowiedzi w konsultacji dotyczącej możliwości zmuszenia kościołów do przeprowadzania ceremonii zawarcia związków małżeńskich dla par jednopłciowych przez Europejski Trybunał Praw Człowieka, mówiąc: 

Zarówno prawo precedensowe Europejskiego Trybunału Praw Człowieka, jak i prawa zawarte w Europejskiej Konwencji Praw Człowieka mówią o ochronie przekonań religijnych w tej sprawie bez żadnych wątpliwości. Ukształtujemy prawodawstwo tak, aby zapewnić znikome prawdopodobieństwo skutecznego procesu w jakimkolwiek sądzie w kraju, bądź przed ETPC, która zmusiłaby jakąkolwiek organizację religijną wbrew jej woli do przeprowadzania małżeństw dla par jednopłciowych. Ewentualne pozwy będą wnoszone przeciwko rządowi, a nie organizacji, tak aby organizacje religijne nie musiały zużywać własnych środków na walkę z problemami prawnymi.

24 stycznia 2013 Maria Miller przedłożyła projekt ustawy Marriage (Same Sex Couples) Bill w Izbie Gmin, a przy drugim czytaniu 5 lutego 2013 przeprowadzono pełną debatę. Projekt ustawy różnił się od małżeństwa pomiędzy mężczyzną i kobietą, np. w procedurach rozwodowych, zdrada małżeńska mogła zajść tylko między osobami przeciwnej płci, zaś brak skonsumowania małżeństwa nie był przesłanką do rozwodu.
5 lutego 2013 projekt ustawy przeszedł drugie czytanie w Izbie Gmin, uzyskując 400 głosów za przy 175 głosach przeciwnych.
Projekt ustawy został dogłębnie przebadany podczas 13 posiedzeń publicznego komitetu ds. projektów ustaw, Marriage (Same Sex Couples) Bill Committee, powołanego do przyjrzenia się projektowi linijka po linijce. Projekt ustawy ukończył etap komitetu 12 marca 2013 i przeszedł do etapu raportu w Izbie Gmin w dniach 20–21 maja 2013. Trzecie czytanie miało miejsce 21 maja, w wyniku którego projekt uzyskał 366 głosów za w stosunku do 161 przeciw i jeszcze tego samego wieczoru został przeczytany po raz pierwszy w Izbie Lordów.
Drugie czytanie w Izbie Lordów miało miejsce 4 czerwca. Po odrzuceniu drastycznych zmian zaproponowanych przez Lorda Deara, odrzuconych stosunkiem głosów 390–148, projekt przeszedł do etapu komitetu.
Projekt ustawy przeszedł trzecie czytanie w Izbie Lordów 15 lipca 2013, zaś następnego dnia Izba Gmin zaakceptowała wszystkie poprawki zgłoszone przez Izbę Lordów. Zgoda królewska (Royal Assent) została udzielona 17 lipca 2013. 10 grudnia 2013 rząd ogłosił, że pierwsze małżeństwa jednopłciowe można będzie zawrzeć 29 marca 2014.

## Poprawki w ustawodawstwie dot. związków partnerskich
Poprawka do Equality Act 2010 poddana pod dyskusję przez członka Partii Pracy Barona Alli, usunęła ograniczenia dla organizacji religijnych co do błogosławienia związków jednopłciowych w Anglii i Walii, jednak nie została wprowadzona równocześnie z projektem ustawy. Minister ds. równouprawnienia z ramienia Liberalnych Demokratów, Lynne Featherstone, ogłosiła w lutym 2011, że poprawka zostanie wprowadzona wraz z innymi reformami prawa o małżeństwach i równości LGBT i będzie zawierać m.in. możliwość zawierania małżeństw w nocy, umożliwi także zainteresowanym usunięcie z rejestru karnego dawnych wpisów dotyczących skazania za sodomię, w ramach Protection of Freedoms Act 2012.

## Małżeństwo osób tej samej płci w Szkocji
Za (89)
     Brak zdania (29)
     Przeciw (11)

Mapa Szkocji i jej posłów według stanowiska w sprawie małżeństw osób tej samej płci:
Za (89)
Brak zdania (29)
Przeciw (11)

Ponieważ małżeństwo w Szkocji nie jest domeną Parlamentu Zjednoczonego Królestwa Wielkiej Brytanii i Irlandii Północnej, Parlament Szkocki posiada kompetencje legislacyjne dokonywania zmian w dotyczącym go prawie.
W styczniu 2009 Nick Henderson, dyrektor grupy ds. praw osób homoseksualnych w LGBT Network wystosował petycję do Szkockiego Parlamentu, aby zmienić prawo zabraniające zawarcia małżeństwa dwóm osobom tej samej płci, poprzez zmianę ustawy o małżeństwie z 1977 (Marriage (Scotland) Act 1977). Petycja domagała się też zezwolenia na odprawianie religijnych ceremonii zawierania małżeństwa przez pary jednopłciowe, ale tylko w wypadku, kiedy dana grupa religijna wyrazi na nią zgodę. Petycja uzyskała poparcie polityczne lidera Partii Pracy w Parlamencie Europejskim, Glenisa Willmotta i aktywisty praw mniejszości seksualnych Michaela Cashmana, także będącego członkiem Parlamentu Europejskiego, a także Celii Kitzinger, Sue Wilkinson i ośmiu przywódców kościelnych, zarówno Episkopatu, jak i Kościoła Szkocji. Wielebny Kelvin Holdsworth, proboszcz katedry św. Marii w Glasgow należącej do Szkockiego Kościoła Episkopalnego, często wypowiadał się o swojej chęci i gotowości do przeprowadzania prawnie ceremonii zawarcia małżeństwa dla par jednopłciowych w jego kościele i jest zdecydowanym zwolennikiem petycji. Petycja cieszy się też poparciem członka parlamentu szkockiego z ramienia Partii Pracy, George’a Foulkesa. Zbieranie podpisów pod petycją zakończyło się 6 marca 2009 zebraniem 1007 podpisów.
17 marca 2009 komitet ds. petycji w Szkockim Parlamencie jednogłośnie zgodził się co do potrzeby wystosowania zapytania do rządu Szkocji, czy zamierza wnieść poprawkę do Ustawy o małżeństwach z 1977 (Marriage (Scotland) Act 1977), która pozwoliłaby na zawieranie małżeństw przez osoby tej samej płci. Zażądali też podania powodu, jeżeli poprawka nie mogłaby być uwzględniona.
W marcu 2009, na krótko przed złożeniem petycji LGBT Network w Szkockim Parlamencie, krajowa organizacja studencka NUS Scotland zorganizowała Kampanię na Rzecz Równych Małżeństw (Equal Marriage Campaign), wystosowując podobną petycję do Szkockiego Parlamentu i wzywając do wprowadzenia do ustawodawstwa poprawki pozwalającej na zawieranie w Szkocji małżeństw jednopłciowych oraz związków partnerskich między osobami przeciwnej płci. Petycja ta nie czyniła rozróżnienia między ceremonią świecką a religijną. Kampania ta zyskała poparcie wielu posłów parlamentu szkockiego i europejskiego, a także organizacji i pojedynczych osób. Zbieranie petycji zakończono 1 września 2009 zebraniem 1317 podpisów.
8 września Komitet ds. Petycji zebrał się po letniej przerwie i postanowił skontaktować się z rządem w sprawach poszczególnych postulatów ujętych w obu petycjach, a także tematów poruszonych w dyskusji.
1 grudnia 2009 Komitet Petycji postanowił zorganizować spotkanie ministra i autorów petycji, oraz zapytać, czy rząd rozważy powołanie komitetu doradczego złożonego z zainteresowanych stron. Rząd odrzucił petycję, ponieważ legalizacja małżeństw między osobami tej samej płci w Szkocji wymagałaby zmian w sprawach, o których nie może stanowić, jak imigracja, emerytury i prawo spadkowe, wymagających zmian na szczeblu krajowym. Szefowa jednostki rządowej ds. równości, Hilary Third powiedziała, że mimo iż z punktu widzenia równości „zależy nam na równych małżeństwach” (equal marriage is where we want to be), byłaby to „trudna sytuacja”, jeśli małżeństwa jednopłciowe byłyby legalne w Szkocji, ale nie w Anglii. W 2011 rząd brytyjski ogłosił konsultacje dotyczące legalizacji małżeństw jednopłciowych w Anglii i Walii, które rozpoczęły się w marcu 2012.

Od września do grudnia 2011 rząd Szkocji przeprowadził konsultacje po tym, jak wyniki ankiety Scottish Social Attitudes Survey wykazały, że 60% Szkotów opowiada się za legalizacją małżeństw jednopłciowych w Szkocji. Konsultacja dotyczyła zarówno zniesienia zakazów religijnych dla związków partnerskich, jak i legalizacji małżeństw jednopłciowych w Szkocji. W preambule do dokumentu konsultacji, premier Nicola Sturgeon pisała:

Rząd Szkocji pragnie wyrazić jasno swoją pierwotną wizję na początku bieżącej konsultacji. Skłaniamy się do poglądu, że ceremonie religijne dla związków partnerskich nie powinny być dłużej zabraniane i że małżeństwo między osobami tej samej płci powinno zostać wprowadzone, tak, aby osoby tej samej płci miały możliwość zawarcia małżeństwa, jeśli jest to ich sposób pokazania wzajemnego zaangażowania. Uważamy też, że żadna organizacja religijna ani jej duchowni nie powinni być zobowiązani do przeprowadzania ceremonii zawarcia małżeństwa między osobami tej samej płci ani związków partnerskich.

W przeciwieństwie do konsultacji w Anglii i Walii, szkocka konsultacja rozważała kwestię małżeństw jednopłciowych w kontekście religijnym. 10 grudnia 2011 dziennik The Scotsman doniósł, że otrzymano ok. 50 000 odpowiedzi z terenu Szkocji. Rząd opublikował wyniki i analizę konsultacji w lipcu 2012. Spośród 77 508 odpowiedzi, respondenci przeciwni wprowadzeniu małżeństw jednopłciowych byli w większości – 67%.
25 lipca 2012 rząd szkocki ogłosił, że będzie pracował nad legalizacją religijnych związków partnerskich i małżeństw jednopłciowych. Rząd powtórzył zapewnienie, że żadna grupa religijna ani pojedynczy duchowny nie będzie zmuszony do przeprowadzania takich ceremonii; wyraził też intencje współpracy z rządem w Westminsterze nad wprowadzeniem koniecznych zmian do Ustawy o równości (Equality Act), aby umożliwić powyższe.
27 czerwca 2013 rząd Szkocji przedstawił w Szkockim Parlamencie projekt ustawy Marriage and Civil Partnerships Bill (Scotland). Uczestnicy kampanii na rzecz praw mniejszości seksualnych, świętujący przed budynkiem brytyjskiego parlamentu 15 lipca 2013 przejście projektu ustawy Marriage (Same Sex Couples) Bill w Izbie Lordów, zadeklarowali, że będą pracować nad rozszerzeniem praw do małżeństw dla osób tej samej płci na Szkocję i Irlandię Północną.
4 lutego 2014 Szkocki Parlament przyjął ustawę stosunkiem głosów 105:18. Ustawa miała wejść w życie przed końcem roku.

## Małżeństwo osób tej samej płci w brytyjskich placówkach dyplomatycznych
3 czerwca 2014 w życie weszło prawo, w świetle którego brytyjskie placówki dyplomatyczne mogą udzielać ślubów osób tej samej płci na terenie 24 państw (Australia, Azerbejdżan, Boliwia, Kambodża, Czarnogóra, Chile, Chiny, Dominikana, Estonia, Filipiny Japonia, Kolumbia, Kosowo, Kostaryka, Litwa, Łotwa, Mongolia, Nikaragua, Peru, Rosja, San Marino, Serbia, Węgry i Wietnam). Dotyczy ślubów obywateli brytyjskich z obywatelami wymienionych krajów.
Lista jest ograniczona, gdyż placówki dyplomatyczne Wielkiej Brytanii mogą udzielać ślubów jednopłciowych tylko w krajach, gdzie obywatele brytyjscy nie mogą zawrzeć takiego związku w świetle lokalnych praw, oraz gdzie lokalne władze wyraziły na to zgodę. Lista krajów może ulec zmianie.